# 諫早市役所
諫早市役所（いさはやしやくしょ）は、日本の地方公共団体である長崎県諫早市の執行機関としての事務を行う施設（役所）である。

## 庁舎
- 〒854-0014
- 所在地：長崎県諫早市東小路町7番1号

本庁舎（本館・別館）
| 階  | 本館                                                                                         |
| --- | -------------------------------------------------------------------------------------------- |
| 9F  | 議会事務局                                                                                   |
| 8F  | 情報システム課                                                                               |
| 7F  | 教育総務課・学校教育課・生涯学習課・文化課・体育保健課・選挙管理委員会事務局・監査委員事務局 |
| 6F  | 環境保全課・生活交通課・廃棄物対策課・商工観光課・産業労働課                                 |
| 5F  | 秘書広報課（広報）・職員課・企画調整課・新幹線国体準備室・地域振興課                         |
| 4F  | 市長室・副市長室・総務課・秘書広報課（秘書）                                                 |
| 3F  | 財政課・契約管財課・地籍調査課・市民税課・資産税課・納税課                                   |
| 2F  | 福祉総務課・児童福祉課・高齢介護課・保護課                                                   |
| 1F  | 障害福祉課・保険年金課・市民窓口課・会計課                                                   |
| B1F | 駐車場（市専用車）                                                                           |
|     | 別館                                                                                         |
| 4F  | 土木総務課・用地対策課・道路課・河川課・ダム推進室・建築住宅課                               |
| 3F  | 都市整備課・緑化公園課・下水道総務課・下水道管理課・下水道建設課・開発支援室                 |
| 2F  | 農水総務課・干拓室・農業振興課・農村建設課・林務水産課・農業委員会事務局                     |
| 1F  | 水道局（管理課・施設課・給水課）                                                             |

## 支所
| 多良見支所 - 〒859-0401 - 所在地: 諫早市多良見町化屋1800番地 森山支所 - 〒854-0292 - 所在地: 諫早市森山町本村1300番地 飯盛支所 - 〒854-1112 - 所在地: 諫早市飯盛町開1929番地3 | 高来支所 - 〒859-0132 - 所在地: 諫早市高来町三部壱528番地 小長井支所 - 〒859-0165 - 所在地: 諫早市小長井町小川原浦500番地 |